# Bryum gilliesii
Bryum gilliesii är en bladmossart som beskrevs av W. J. Hooker 1829. Bryum gilliesii ingår i släktet bryummossor, och familjen Bryaceae. Inga underarter finns listade i Catalogue of Life.